# اچ‌ام‌اس روزبی (کی۲۸۶)
اچ‌ام‌اس روزبی (کی۲۸۶) (به انگلیسی: HMS Rosebay (K286)) یک کشتی بود که طول آن ۲۰۵ فوت (۶۲ متر) بود. این کشتی در سال ۱۹۴۲ ساخته شد.